# Championnat d'Angleterre de football de deuxième division 1894-1895
Navigation
Édition précédente Édition suivante
La saison 1894-1895 est la troisième saison du championnat d'Angleterre de football de deuxième division. La compétition commence le 1er septembre 1894 et s'achève le 27 avril 1895 avec les test matches.
Le Bury FC remporte la compétition en étant invaincu à domicile, le club gagne également le test match et est promu en première division. Le vice-champion, Notts County, et le troisième Newton Heath perdent leurs test matches et restent en deuxième division. Le meilleur buteur est David Skea avec 22 buts pour Leicester Fosse.

## Compétition
La victoire est à deux points, un match nul vaut un point.

### Classement
| Rang | Équipe              | Pts | J  | G  | N | P  | Bp | Bc  | Diff |
| ---- | ------------------- | --- | -- | -- | - | -- | -- | --- | ---- |
| 1    | Bury FC P           | 48  | 30 | 23 | 2 | 5  | 78 | 33  | +45  |
| 2    | Notts County        | 39  | 30 | 17 | 5 | 8  | 75 | 45  | +30  |
| 3    | Newton Heath R      | 38  | 30 | 15 | 8 | 7  | 78 | 44  | +34  |
| 4    | Leicester Fosse P   | 38  | 30 | 15 | 8 | 12 | 72 | 53  | +19  |
| 5    | Grimsby Town        | 37  | 30 | 18 | 1 | 11 | 79 | 52  | +27  |
| 6    | Darwen FC R         | 36  | 30 | 16 | 4 | 10 | 74 | 43  | +31  |
| 7    | Burton Wanderers P  | 35  | 30 | 14 | 7 | 9  | 67 | 39  | +28  |
| 8    | Woolwich Arsenal    | 34  | 30 | 14 | 6 | 10 | 75 | 58  | +17  |
| 9    | Manchester City     | 31  | 30 | 14 | 3 | 13 | 82 | 72  | +10  |
| 10   | Newcastle United    | 27  | 30 | 12 | 3 | 15 | 72 | 84  | -12  |
| 11   | Burton Swifts       | 25  | 30 | 11 | 3 | 16 | 52 | 74  | -22  |
| 12   | Rotherham Town      | 24  | 30 | 11 | 2 | 17 | 55 | 62  | -7   |
| 13   | Lincoln City        | 20  | 30 | 10 | 0 | 20 | 52 | 92  | -40  |
| 14   | Walsall Town Swifts | 20  | 30 | 10 | 0 | 20 | 47 | 92  | -45  |
| 15   | Burslem Port Vale   | 18  | 30 | 7  | 4 | 19 | 39 | 77  | -38  |
| 16   | Crewe Alexandra     | 10  | 30 | 3  | 4 | 23 | 26 | 103 | -77  |

|  | Vainqueur de la deuxième division et matchs de barrage pour l'accession |
|  | Qualifié pour les matchs de barrage pour l'accession                    |
|  | Relégation                                                              |

- Walsall Town Swifts se retire de la deuxième division.

### Test matches
Les trois derniers de la première division affrontent les trois premiers de la deuxième division. Si le club de première division remporte la confrontation il restera pour la saison 1895-1896 dans l'élite. Si le club de deuxième division remporte la confrontation, il pourra alors poser candidature pour participer à la première division. La promotion n'est donc pas obligatoire en cas de victoire.
Les matchs se jouent sur terrain neutre sans prolongation ni tirs au but. En cas de match nul, le match est rejoué.
| Date          | Club D1      | Résultats | Club D2      |
| 27 avril 1895 | Derby County | 2:1       | Notts County |
| 27 avril 1895 | Liverpool FC | 0:1       | Bury FC      |
| 27 avril 1895 | Stoke FC     | 3:0       | Newton Heath |

Bury est admis en première division à la place de Liverpool.